# Mahrouna
Mahrouna (en árabe: محرونة‎) es una ciudad pequeña situada en la agroindustria del sur del Líbano .Está situada a una distancia de 90 kilómetros de Beirut, capital del país, y 18 kilómetros al sureste de la ciudad de Tiro, es la ciudad del poeta, político y general libanés Tannus Alejandro Wehbe Malik quien salió de la ciudad hacia Colombia por culpa del Imperio otomano y quien es familiar directo de la cantante y modelo libanesa Haifa Wehbe quien también nació en la ciudad y de Jorge Wehbe.
Mahrouna se encuentra a una altura de 400 metros sobre el nivel del mar. La población es de aproximadamente 3800 habitantes. Esto aumenta a 5000 en las vacaciones y el verano, las familias más grandes de Mahrouna son Abdallah y la familia Wehbe.
Este tranquilo pueblo es muy rico con el entorno verde. Pero es sobre todo famoso por su colina de robles que conforma un parque natural para los residentes de la ciudad. Esta colina tiene una antigua ruina en la parte superior. Grandes piedras cuadradas puestas una encima de otra que forma parte de una esquina de la pared sólida. Los residentes creen que son los restos de un pequeño castillo o fortaleza. Por desgracia, esta colina de robles verdosos fue bombardeada en varias ocasiones, desde 1970, por los jets de guerra israelí. Como resultado, un gran número de los robles fueron quemados en algunas partes de la colina, sobre todo en la agresión de 2006.
La ciudad es predominantemente habitada por musulmanes, aunque la zona de los alrededores también tiene una importante minoría cristiana.
Mahrouna se convirtió en municipio en 2004. En estas elecciones municipales, 9 municipales
Los miembros del consejo fueron elegidos por seis años. Ahora el municipio ejecuta los servicios necesarios para
La ciudad de forma independiente. A pesar de que se encuentren bajo el control del gobierno central.

## Toponimia
Según el explorador inglés Edward Henry Palmer , el nombre Mahrouna proviene de cardado .